# الشیخ سعد
الشیخ سعد یک منطقهٔ مسکونی در سوریه است که در استان درعا واقع شده‌است.

## خصوصیات
الشیخ سعد ۳٬۳۷۳ نفر جمعیت دارد.